# 張肇康
張肇康（1922年—1992年），生於中國廣東，成長於香港，先後在上海聖約翰大學、美國伊利諾理工學院和哈佛大學學習建築，在美國、臺灣、香港皆曾從事建築設計。

## 生平
張肇康於1922年生於中國的廣東，在香港成長。曾祖父為前清道台，父親張榮溥及母親曾文韞出身商人世家。
1946年在上海的聖約翰大學完成建築教育，與沈祖海是同學，聖約翰大學建築系是中國第一所採用包浩斯教育方式的建築系，張肇康是第一屆畢業生。1948年，張肇康赴美國伊利諾理工學院深造，1949年進入哈佛大學並同時於麻省理工學院修習都市計劃與視覺設計。

## 工作經歷
張肇康從上海的聖約翰大學畢業後進入基泰工程司，於楊廷寶手下工作。1950年自哈佛大學畢業後留美工作至1954年，期間曾服務於葛羅培斯（Walter Gropius，1883-1969）創設的聯合建築師事務所（The Architects Collaboration, TAC）。1954年在貝聿銘的邀請下，到臺灣參與東海大學建校的建築工作，與陳其寬一起擔任貝聿銘的副手，1959至1966年間於香港加入甘銘（Eric Cumine）建築師事務所，1966至1967在香港成立工作室，1967至1972加入紐約程觀堯（Paul C. Chen）建築師事務所，1972至1975在紐約成立私人事務所，1975-1985回香港參與房地產開發設計，1979至1988於香港大學兼職講師，1983-1988率領港大建築系學生考察中國鄉村與建築。

## 建築設計風格
張肇康重視建築的比例、細部和品質，例如設計東海大學理學院的基座時，堅持基牆必須採用臺灣北投陽明山的石材，取其渾厚莊重的質感。以及主張擷取地方材料增添本土人文色彩；到了設計東海大學圖書館時，則使用中國琉璃花格磚作為遮陽的幕牆，並利用陶燒的筒瓦作為穿透性的圍牆。

## 建築作品

### 臺灣
- 1954年—1959年：與貝聿銘、陳其寬合作東海大學校內建築規畫，並設計其中男生宿舍第12-16棟、東海書房、女生宿舍第8-10棟、理學院、舊圖書館、附設小學、體育館、學生活動中心（與陳其寬合作）等[7]
- 1963年：國立臺灣大學農業陳列館（與有巢建築工程事務所合作）[8]
- 1967年—1970年：新竹新豐高爾夫俱樂部計畫案（與蔡柏鋒建築師事務所合作）[7]
- 1968年：嘉新大樓（與沈祖海及甘銘建築師事務所合作）[1]

### 香港
- 1963年：多福大廈[7]
- 1963年：陳樹渠紀念中學（九龍塘校舍）[7]
- 1965年：太平行[7]
- 1980年：布力徑豪宅[7]
- 1982年：新寧大廈（與貝聿銘合作；已拆卸）[7]